# Сташевський Броніслав Гершович
Броніслав Гершович (Георгійович) Сташе́вський (21 грудня 1912, Лодзь — дата смерті невідома) — польський, художник; член Спілки радянських художників України у 1960—1974 роках.

## Біографія
Народився 21 грудня 1912 року в місті Лодзі (нині Польща). Протягом 1929—1932 років навчався у Краківській академії красних мистецтв, був учнем Войцеха Вайса.
У 1939 році, після початку Другої світової війни, набув громадянства СРСР, мешкав у Білорусії. Брав участь у німецько-радянській війні. Нагороджений орденом Вітчизняної війни II ступеня (6 квітня 1985). Після закінчення війни подорожував Гірською Шорією, Середньою Азією.
Протягом 1948—1974 років жив у Донецьку, мешкав у будинку на вулиці Пастуховській, № 22, квартира № 17; протягом 1974—1988 років — в Іркутську.

## Творчість
Працював у галузі станкового живопису і станкової графіки. Серед робіт:
- «Льотчиця» (1953);
- «Портрет шахтарки» (1955);
- «Портрет командира літака О. Г. Сташевської» (1957);
- «Пісня про вугілля» (1960);
- цикл пейзажів «Донецькі мотиви» (1965);
- «Портрет дівчини» (1966).

Брав участь у всеукраїнських виставках з 1960 року.